# Boletinellus
Boletinellus is een geslacht van schimmels behorend tot de familie Boletinellaceae.

## Soorten
Het geslacht Boletinellus bevat volgens Index Fungorum vijf soorten (peildatum maart 2024):
| Soortnaam                | Auteur(s)                  | Publicatiejaar |
| ------------------------ | -------------------------- | -------------- |
| Boletinellus exiguus     | (Singer & Digilio) Watling | 1997           |
| Boletinellus merulioides | (Schwein.) Murrill         | 1909           |
| Boletinellus monticola   | (Singer) Watling           | 1997           |
| Boletinellus proximus    | (Singer) Murrill           | 1946           |
| Boletinellus rompelii    | (Pat. & Rick) Watling      | 1997           |